# عبد الرحمن بن سعيد بن يربوع
أبو محمد عبد الرحمن بن سعيد بن يربوع بن عنكثة بن عامر، تابعي من ثقات الرواة، كان مولده في خلافة عمر بن الخطاب، مات سنة تسع ومائة، وهو ابن ثمانين سنة. أبوه من مسلمي الفتح وكان اسمه الصرم فسماه رسول الله سعيدا.
روى عن عثمان بن عفان بن مالك الدارمي، وروى عنه أبو حازم بن دينار، وعبد الله بن موسى المدني.

## أولاده وزوجاته
له من الأولاد:
- عثمان، وأبو بكر، وسعيد، وعمر وأمهم الرابعة بنت يزيد بن عبد الله من بني عبس.
- عبّاس، وخالد، ويحيى، وأمّهم أمّ الحكم بنت بلعاء بن نَهيك من بني عامر.
- عكرِمة وأمّه أمّ الفضل بنت عكرمة بن ربيعة من بني هلال.
- محمد وأمّه أمّ ولد.
- وأمّ حكيم وأمّها عاتكة بنت سعد بن الأعشى.